# Tim Wilkison
Pour les articles homonymes, voir Wilkinson.
Tim Wilkison, né le 23 novembre 1959 à Shelby en Caroline du Nord, est un joueur de tennis américain.

## Carrière
Ce gaucher mesurant 1,80 m fut classé numéro 1 chez les juniors américains puis joua en professionnel de 1977 à 1991.
Il a remporté six titres en simple et dix en double et compte des victoires face à Arthur Ashe, Stan Smith, Roscoe Tanner, Guillermo Vilas, Yannick Noah, Boris Becker, Jim Courier, John McEnroe, Andre Agassi et Pete Sampras.
Son meilleur résultat sur un tournoi du Grand Chelem est un quart de finale joué et perdu à l'US Open en 1986 face au Suédois Stefan Edberg.

## Parcours dans les tournois duGrand Chelem

### En simple
| Année | Open d'Australie | Open d'Australie | Internationaux de France | Internationaux de France | Wimbledon       | Wimbledon       | US Open         | US Open     | Open d'Australie | Open d'Australie |
| ----- | ---------------- | ---------------- | ------------------------ | ------------------------ | --------------- | --------------- | --------------- | ----------- | ---------------- | ---------------- |
| 1977  | 1er tour (1/32)  | N. Saviano       | —                        | —                        | —               | —               | 1er tour (1/64) | J. Higueras | 1er tour (1/32)  | C. Letcher       |
| 1978  | n.o.             | n.o.             | —                        | —                        | 1er tour (1/64) | J. Kriek        | 1er tour (1/64) | M. Riessen  | 1er tour (1/32)  | A. Stone         |
| 1979  | n.o.             | n.o.             | —                        | —                        | 3e tour (1/16)  | T. Okker        | 1er tour (1/64) | E. Dibbs    | 1er tour (1/32)  | W. Maher         |
| 1980  | n.o.             | n.o.             | —                        | —                        | 1er tour (1/64) | B. Teacher      | 2e tour (1/32)  | P. Portes   | 1er tour (1/32)  | B. Gottfried     |
| 1981  | n.o.             | n.o.             | —                        | —                        | 3e tour (1/16)  | V. Amritraj     | 2e tour (1/32)  | J. L. Clerc | 1er tour (1/32)  | R. Van't Hof     |
| 1982  | n.o.             | n.o.             | —                        | —                        | —               | —               | 3e tour (1/16)  | M. Wilander | 3e tour (1/16)   | P. Cash          |
| 1983  | n.o.             | n.o.             | —                        | —                        | 1er tour (1/64) | M. Purcell      | 2e tour (1/32)  | K. Warwick  | —                | —                |
| 1984  | n.o.             | n.o.             | —                        | —                        | 1er tour (1/64) | J. Nyström      | 1er tour (1/64) | B. Green    | —                | —                |
| 1985  | n.o.             | n.o.             | 1er tour (1/64)          | H. Leconte               | 2e tour (1/32)  | S. Edberg       | 3e tour (1/16)  | A. Järryd   | 1/8 de finale    | M. Wilander      |
| 1986  | n.o.             | n.o.             | 1er tour (1/64)          | T. Muster                | 2e tour (1/32)  | C. van Rensburg | 1/4 de finale   | S. Edberg   | n.o.             | n.o.             |
| 1987  | 1/8 de finale    | Y. Noah          | —                        | —                        | 2e tour (1/32)  | T. Mayotte      | 1er tour (1/64) | Bo. Becker  | n.o.             | n.o.             |
| 1988  | 1er tour (1/64)  | S. Giammalva Jr  | —                        | —                        | 1er tour (1/64) | J. Svensson     | 3e tour (1/16)  | M. Chang    | n.o.             | n.o.             |
| 1989  | —                | —                | —                        | —                        | 2e tour (1/32)  | B. Drewett      | 1er tour (1/64) | M. Chang    | n.o.             | n.o.             |
| 1990  | 1er tour (1/64)  | É. Winogradsky   | 2e tour (1/32)           | C. Bergström             | 1er tour (1/64) | C. Bergström    | —               | —           | n.o.             | n.o.             |

N.B. : à droite du résultat se trouve le nom de l'ultime adversaire.

### En double
| Année | Open d'Australie                                                                  | Open d'Australie                                                                  | Internationaux de France                                                                 | Internationaux de France                                                               | Wimbledon                                                                           | Wimbledon                                                                            | US Open                                                                                | US Open                                                                       | Open d'Australie | Open d'Australie |
| ----- | --------------------------------------------------------------------------------- | --------------------------------------------------------------------------------- | ---------------------------------------------------------------------------------------- | -------------------------------------------------------------------------------------- | ----------------------------------------------------------------------------------- | ------------------------------------------------------------------------------------ | -------------------------------------------------------------------------------------- | ----------------------------------------------------------------------------- | ---------------- | ---------------- |
| 1977  | —                                                                                 | —                                                                                 | —                                                                                        | —                                                                                      | —                                                                                   | —                                                                                    | 1/8 de finale A. Amritraj \|\| style="text-align:left;" \| Á. Fillol J. Fillol         | —                                                                             | —                |                  |
| 1978  | n.o.                                                                              | n.o.                                                                              | —                                                                                        | —                                                                                      | 1/8 de finale J. Hagey \|\| style="text-align:left;" \| M. Edmondson J. Marks       | 2e tour (1/16) S. Carnahan \|\| style="text-align:left;" \| D. Stockton B. Gottfried | 1er tour (1/16) C. Fancutt \|\| style="text-align:left;" \| J. James V. Amaya          |                                                                               |                  |                  |
| 1979  | n.o.                                                                              | n.o.                                                                              | —                                                                                        | —                                                                                      | 1/2 finale J. Sadri \|\| style="text-align:left;" \| B. Gottfried R. Ramírez        | 1/4 de finale J. Sadri \|\| style="text-align:left;" \| R. Emerson F. Stolle         | 1/2 finale J. Sadri \|\| style="text-align:left;" \| C. Letcher P. Kronk               |                                                                               |                  |                  |
| 1980  | n.o.                                                                              | n.o.                                                                              | —                                                                                        | —                                                                                      | 1/8 de finale J. Sadri \|\| style="text-align:left;" \| P. McNamara P. McNamee      | 1/8 de finale J. Sadri \|\| style="text-align:left;" \| A. Pattison B. Walts         | 1er tour (1/16) J. Sadri \|\| style="text-align:left;" \| C. Edwards E. Edwards        |                                                                               |                  |                  |
| 1981  | n.o.                                                                              | n.o.                                                                              | —                                                                                        | —                                                                                      | 1er tour (1/32) J. Sadri \|\| style="text-align:left;" \| B. Guan W. Hampson        | 1er tour (1/32) A. Gómez \|\| style="text-align:left;" \| T. Delatte T. Waltke       | 1/4 de finale J. Kriek \|\| style="text-align:left;" \| M. Edmondson K. Warwick        |                                                                               |                  |                  |
| 1982  | n.o.                                                                              | n.o.                                                                              | —                                                                                        | —                                                                                      | —                                                                                   | —                                                                                    | 1er tour (1/32) T. Mayotte \|\| style="text-align:left;" \| S. Glickstein S. Krulevitz | 2e tour (1/16) T. Mayotte \|\| style="text-align:left;" \| B. Dyke W. Hampson |                  |                  |
| 1983  | n.o.                                                                              | n.o.                                                                              | —                                                                                        | —                                                                                      | —                                                                                   | —                                                                                    | —                                                                                      | —                                                                             | —                | —                |
| 1984  | n.o.                                                                              | n.o.                                                                              | —                                                                                        | —                                                                                      | 1/8 de finale C. Lewis \|\| style="text-align:left;" \| Ti. Gullikson To. Gullikson | 1er tour (1/32) M. Freeman \|\| style="text-align:left;" \| T. Giammalva S. Meister  | —                                                                                      | —                                                                             |                  |                  |
| 1985  | n.o.                                                                              | n.o.                                                                              | 1/8 de finale M. Dickson \|\| style="text-align:left;" \| P. Annacone C. van Rensburg    | 1er tour (1/32) S. Glickstein \|\| style="text-align:left;" \| H. Günthardt B. Taróczy | 1/8 de finale M. Dickson \|\| style="text-align:left;" \| S. Denton P. Fleming      | 1/4 de finale M. Dickson \|\| style="text-align:left;" \| J. Nyström M. Wilander     |                                                                                        |                                                                               |                  |                  |
| 1986  | n.o.                                                                              | n.o.                                                                              | 1er tour (1/32) S. Giammalva Jr \|\| style="text-align:left;" \| M. Robertson T. Warneke | 1er tour (1/32) M. Leach \|\| style="text-align:left;" \| B. Dyke W. Masur             | 2e tour (1/16) K. Evernden \|\| style="text-align:left;" \| C. Steyn D. Visser      | n.o.                                                                                 | n.o.                                                                                   |                                                                               |                  |                  |
| 1987  | 2e tour (1/16) K. Jones \|\| style="text-align:left;" \| E. Edwards D. Visser     | —                                                                                 | —                                                                                        | 2e tour (1/16) B. Testerman \|\| style="text-align:left;" \| S. Casal E. Sánchez       | 1er tour (1/32) M. Mortensen \|\| style="text-align:left;" \| M. Bahrami D. Pérez   | n.o.                                                                                 | n.o.                                                                                   |                                                                               |                  |                  |
| 1988  | 1/8 de finale T. Witsken \|\| style="text-align:left;" \| M. Davis B. Drewett     | —                                                                                 | —                                                                                        | —                                                                                      | —                                                                                   | 1er tour (1/32) A. Castle \|\| style="text-align:left;" \| L. Warder B. Willenborg   | n.o.                                                                                   | n.o.                                                                          |                  |                  |
| 1989  | —                                                                                 | —                                                                                 | —                                                                                        | —                                                                                      | 2e tour (1/16) S. Davis \|\| style="text-align:left;" \| N. Broad S. Kruger         | 1er tour (1/32) J. Kriek \|\| style="text-align:left;" \| M. Schapers M. Šrejber     | n.o.                                                                                   | n.o.                                                                          |                  |                  |
| 1990  | 1/8 de finale P. Chamberlin \|\| style="text-align:left;" \| P. Aldrich D. Visser | 1er tour (1/32) B. Taróczy \|\| style="text-align:left;" \| U. Riglewski M. Stich | 1er tour (1/32) P. Chamberlin \|\| style="text-align:left;" \| S. Botfield J. Turner     | 2e tour (1/16) P. Chamberlin \|\| style="text-align:left;" \| P. McEnroe R. Reneberg   | n.o.                                                                                | n.o.                                                                                 |                                                                                        |                                                                               |                  |                  |
| 1991  | 1er tour (1/32) N. Odizor \|\| style="text-align:left;" \| C. Beckman S. Cannon   | —                                                                                 | —                                                                                        | —                                                                                      | —                                                                                   | —                                                                                    | —                                                                                      | n.o.                                                                          | n.o.             |                  |

N.B. : le nom du ou de la partenaire se trouve sous le résultat ; les noms des ultimes adversaires se trouvent à droite.